# Encío
Encío és un municipi de la província de Burgos a la comunitat autònoma de Castella i Lleó. Forma part de la Comarca de l'Ebro.

## Demografia
| 1991 |  | 1996 |  | 2001 |  | 2004 |
| ---- |  | ---- |  | ---- |  | ---- |
| 67   |  | 58   |  | 64   |  | 53   |